# Ignati Nivinski
Ignati Nivinski (en russe : Игна́тий Игна́тьевич Ниви́нский), né le 30 décembre 1880 (11 janvier 1881 dans le calendrier grégorien) à Moscou où il est mort le 27 octobre 1933, est un peintre et graveur russe. Il est également graphiste, architecte, dessinateur et décorateur de théâtre.

## Biographie
Son père, Ignati Nivinski, était un artisan renommé qui produisait des meubles et des objets design de décoration intérieure.
En 1898, Nivinski termine brillamment l'Institut d'art et d'industrie Stroganov de Moscou. Il y enseigne ensuite de 1898 à 1905. 
Au début des années 1910, Nivinski se consacre au domaine de la peinture et de la décoration d'édifices tels que le Musée des beaux-arts Pouchkine, le Quartier général du Tsar. Il revient plus tard à la décoration monumentale en réalisant l'intérieur de la chambre mortuaire du Mausolée de Lénine qui est symboliquement décorée d'une association de noir et de rouge.
La collaboration artistique de Nivinski avec Valentin Doubovskoï, lui permit de participer à la création d'un nouveau type d'habitat à Moscou qui tenait à la fois du château, du palais et du décor de théâtre. Plusieurs de ces maisons feront partie de la légende de la ville (Maison « pod riomkoï » dans le Vieux-Moscou, « Maison du chevalier » sur la rue Arbat). Nivinski a préparé les esquisses des entrées principales et des appartements. Dans la maison des frères Stouloby (1913), dans la ruelle Maloe Znamensko, la décoration représente un paysage antique d'Italie : des romains ordinaires, des villas, des jardins, des trirèmes sur la Méditerranée. Dans la célèbre maison « Dom pod rioumkoï » (1909) rue Ostojenka, ce sont des motifs moyenâgeux qui forment le décor. Les maisons réalisées par Doubovskoï et Nivinski sont souvent décorées de figures de chevaliers comme celle du marchand I. Filatov (1913) sur l'Arbat. Les idées architecturales de Nivinski sont exprimées dans le monument funéraire de sa tombe au Cimetière de Novodevitchi : une stèle réalisée dans le style italien garni de motifs de coquillages.
Malgré sa sensibilité à la couleur, Nivinski n'en choisit pas moins le noir et blanc pour la gravure, art qu'il pratiqua à titre principal à partir de 1912 comme aquafortiste. Il est un des fondateurs et des présidents de l'Union des graveurs en 1918. Plus tard, il entre dans l'association des « Quatre-Arts » (1924-1931) dans laquelle on retrouve Martiros Sarian, Kouzma Petrov-Vodkine et Pavel Kouznetsov. Nombre de ses gravures montrent la forte influence qu'à eu sur lui l'italien Giovanni Battista Piranesi.

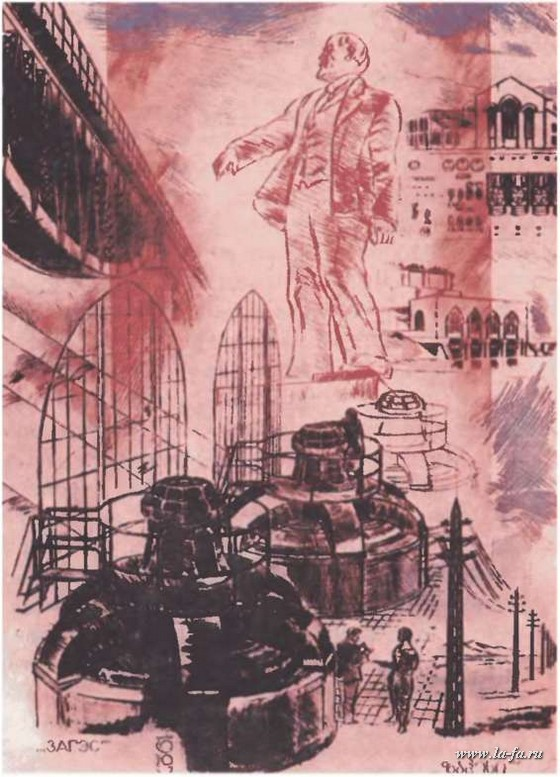
Lénine (1927), eau-forte en couleurs, série « Zages ».

Dans les années 1920, Nivinski crée une série d'eaux-fortes intitulées Zages. Puis de 1921 à 1930, il enseigne au Vkhoutemas de Moscou où il a comme étudiant Alexandre Deïneka. Il travaille aussi pour le théâtre et la décoration du théâtre Maly, du Théâtre Vakhtangov et de L'Ermitage. Evgueny Vakhtangov s'intéresse très rapidement à son œuvre graphique ; il se trouve des affinités avec Nivinski, apprécie son style et l'invite à participer aux activités de son théâtre. La coproduction de la pièce Erik XIV d'August Strindberg, au premier Studio du Théâtre de Moscou (МХТ) en 1921, connut un grand succès. L'année suivante, la décoration tragique d’Erik XIV, fait place à des décors carnavalesques pour La Princesse Turandot de Gasparo Gozzi mise en scène par Vakhtangov, avec des décors et costumes de Nivinski. Pour la scène, autour d'une colonne centrale, des surfaces obliques permettent de modifier séparément les côtés. Des effets de lumière, des rideaux tendus de manière variée permettent de créer une scène unique et originale. Cette décoration et la mise en scène de la Princesse Turandot furent fort appréciées par ses contemporains.
Nivinski possédait le don de lire avec précision l'image et la structure de la pièce : cela lui permettait de la transcrire dans sa composition des décors. Cette capacité se retrouve dans tous les genres de spectacles qu'il réalisa : La Dame fantôme (1629) de Pedro Calderón de la Barca et Le théâtre de Clara Gazul de Prosper Mérimée — 1924, au Théâtre de Moscou 2e studio —, Marion de Lorme de Victor Hugo — 1926, au Théâtre de Vakhatngov —, Velours et quenilles d'Anatoli Lounatcharski — 1927, au Théâtre Maly —, Pierre Ier d'Alexis Nikolaïevitch Tolstoï — 1930, au Théâtre de Moscou — et La Cour (« Soud ») de Vladimir Kirchon — 1933, au Théâtre de Moscou.
En 1933, Constantin Stanislavski se propose de mettre en scène l'opéra Il barbiere di Siviglia et invite Nivinski à participer aux décors et aux costumes. Ils se distancièrent de la formulation traditionnelle de cet opéra et, joignant leur maîtrise en matière de mise en scène et de décoration, ils réalisèrent l'opéra dans un style de gravures anciennes.
Une des dernières œuvres de Nivinski est devenue le frontispice d'un livre de Johann Wolfgang von Goethe, Élégies romaines, utilisant la technique de l'eau-forte.

## Œuvres

### Galeries

Peintures
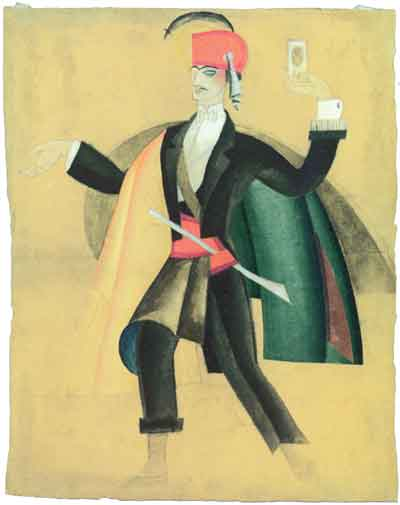
Princesse Turandot (1922)
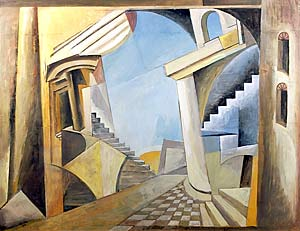
Princesse Turandot (1922)
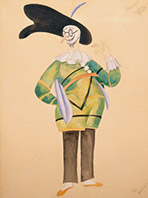
Princesse Turandot (1922)
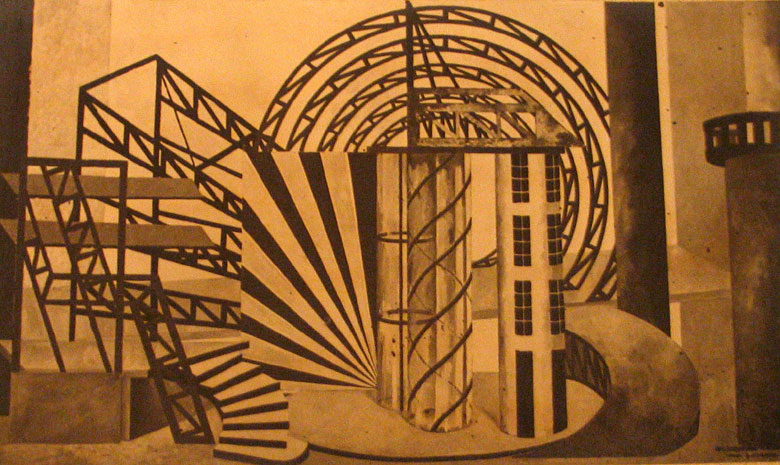
The Trial (V.M. Kirshon), années 1930

Gravures
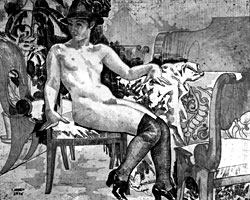
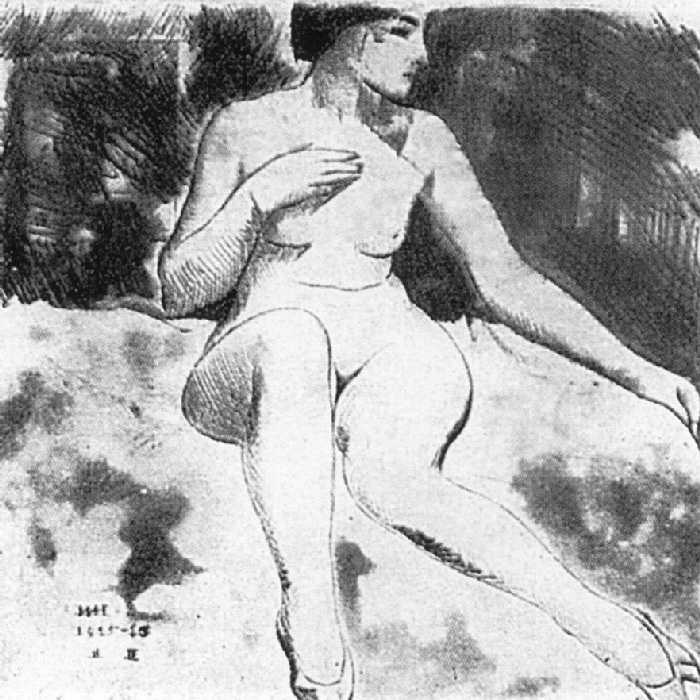
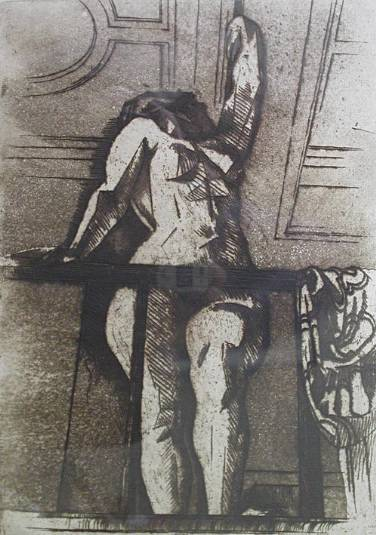
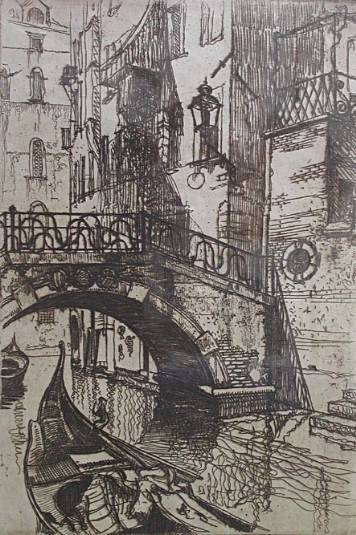
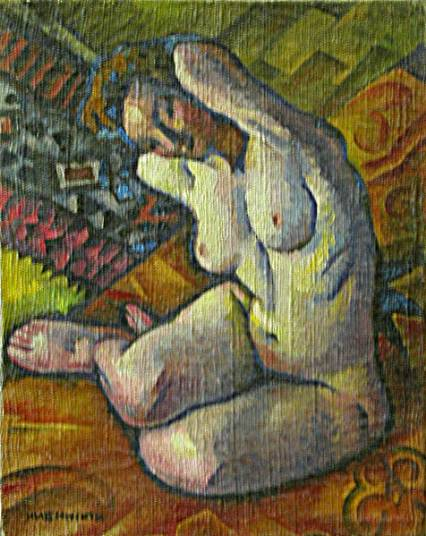

Architecture
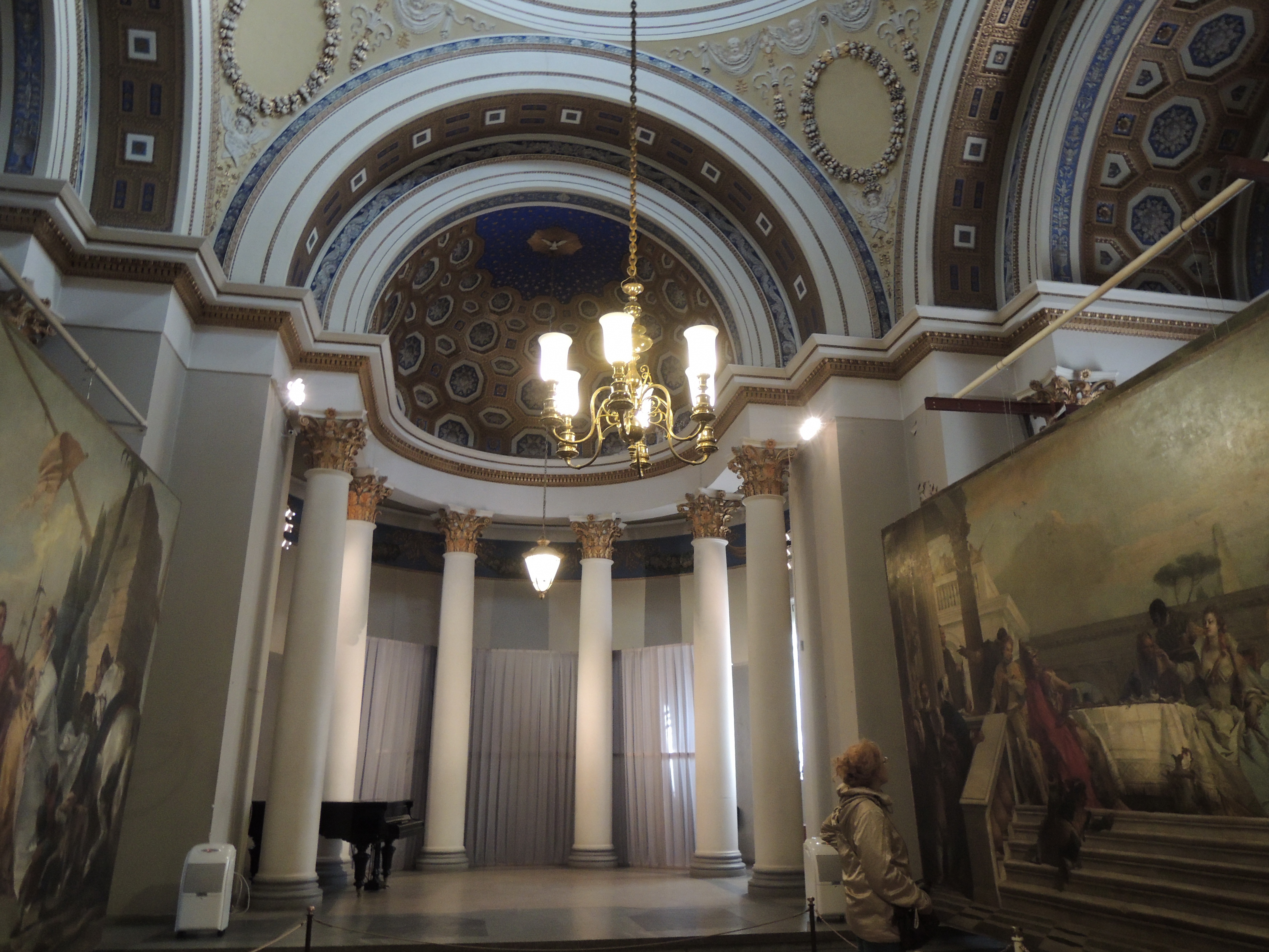
Arkhangelskoe - intérieur
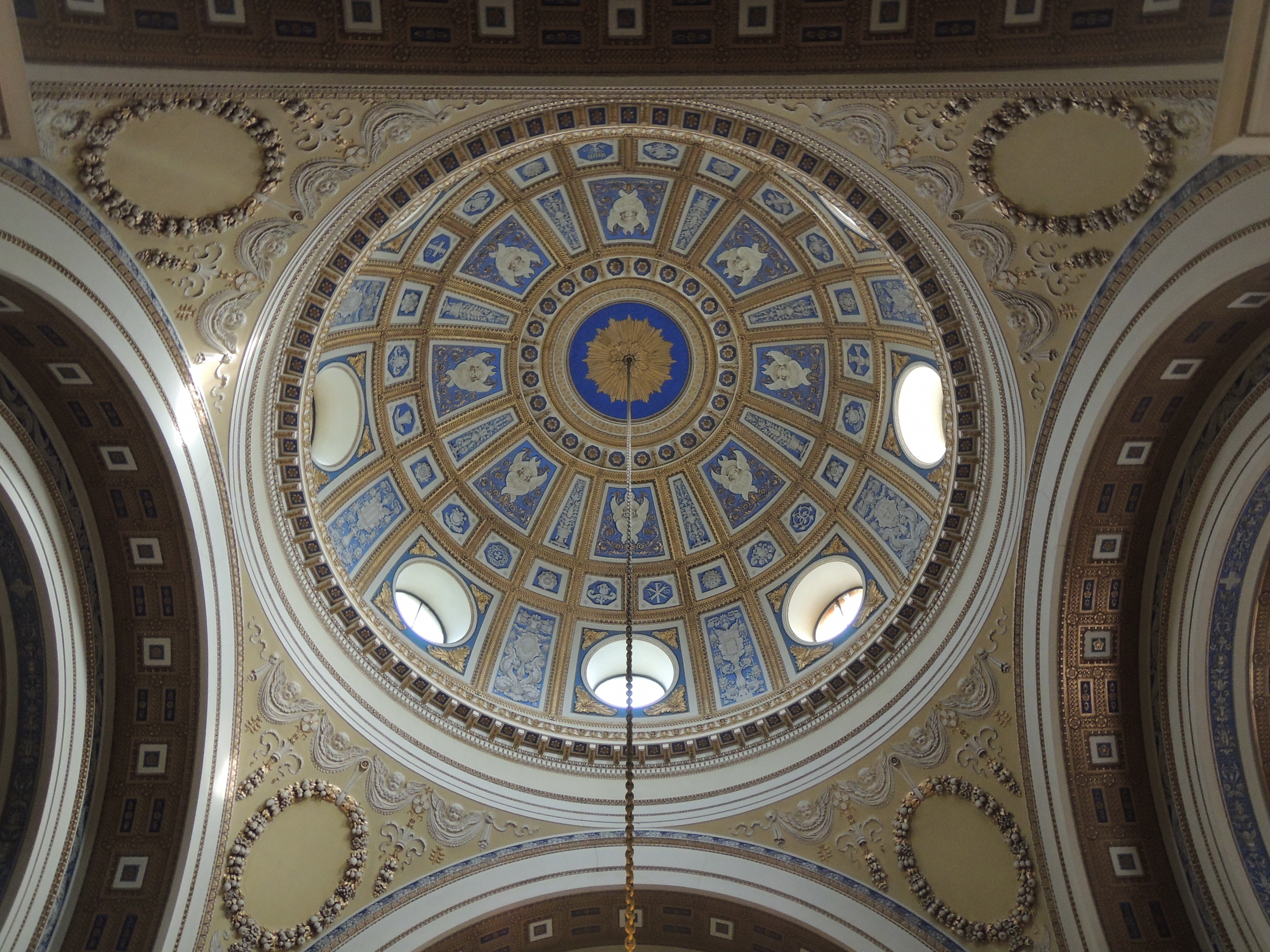
Arkhangelskoe - intérieur
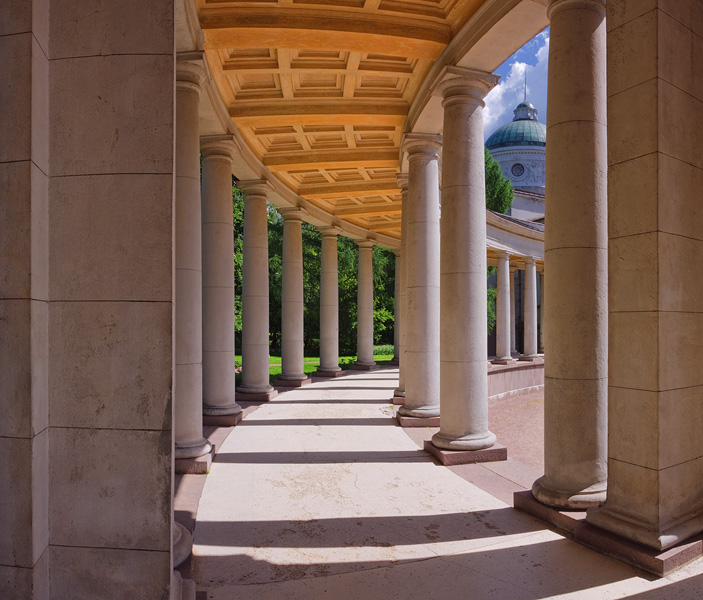
Arkhangelskoe - extérieur colonnade de la nécropole des Ioussopov

### Travaux dans le domaine de l'architecture et du design intérieur
- Peinture et intérieurs de la maison de la Société Skakovy (architecte Ivan Joltovski) (1905—1906, Moscou, allée Skakova, 1);
- Décoration de la salle égyptienne du Musée des beaux-arts Pouchkine (architecte : Roman Klein) (1906—1912, Moscou, rue Volkhonka, 12);
- Église du couvent (1900, Stavropol), ?;
- Peinture des plafonds et des frises du cabinet « Louis XV » de l'hôtel « Métropole » à Moscou (1905);
- Peinture et décoration de l'hôtel particulier de G. A Tarasov ensemble avec Eugène Lanceray rue Spiridonovka - Moscou;
- Peinture et décoration de la maison Joutchkovoï (architecte Valentin Doubovskoï) (1910, Moscou);
- Finition intérieure de l'église nécropole de la Famille Ioussoupov, ensemble avec Roman Klein (1910), domaine d'Arkhangelskoïe
- Restauration de la maison de la propriété des princes Ioussoupov à Arkhangelskoïe (1910);
- Peinture et décoration de l'intérieur de la maison du Prince S.A. Cherbatov (architecte Alexandre Tamanian) (1911—1913, Moscou, boulevard Nevinski, 11);
- Décoration de la maison de M.O. Epchtein (architecte V. Doubovskoï) (1912, Moscou);
- Décoration de la maison de rapport des frères Stoulovy P et N.(architecte Doubovskoï V. et N. A. Arkhipov) (1913, Moscou);
- Décoration intérieure de la maison de l'avocat I. S. Kalmeera (architecte V Doubovskoï), conçue comme « Maison de la culture » (1914, rue Povarskaïa, 20);
- Décoration de l'intérieur de la Gare de Kiev (1915—1916, à Moscou);
- Décoration de la salle du Théâtre Maly (1910, Moscou);
- Décoration de la Première exposition agricole et industrielle de toute la Russie, ensemble avec Alexandra Exter (1923, Parc Gorki et Jardin Neskoutchny.